# 1-2-3/La risposta
1-2-3/La risposta è il quinto singolo su 7" de I Kings pubblicato nel 1966 dalla Durium. Il lato A contiene la versione in lingua italiana del brano folk rock Blowin' in the Wind di Bob Dylan, mentre il lato B contiene il rifacimento di 1-2-3 di Len Barry.

## Tracce
Lato A
1. 1-2-3 (Daniele Pace, David White, John Madara)

Lato B
1. La risposta (Bob Dylan, Mogol)